# Marten Kapewasha
Marten Nenkete Kapewasha, né le 19 septembre 1949, est un diplomate et homme politique namibien. Membre du Comité central de la SWAPO depuis 1991, M. Kapewasha a été nommé haut-commissaire de la Namibie en Inde en septembre 2005, après six années passées au même poste en Russie.

## Éducation
Né à Oshinyadhila, dans la région d'Oshana, Kapewasha est diplômé du Ongwediva Training College en 1970. Il a obtenu son certificat supérieur en économie, géographie et histoire par correspondance en 1981. En 2003, il a obtenu un diplôme en sécurité, défense et application de la loi au Mikhail Lomonosov Académie à Moscou.

## Guerre d'indépendance de la Namibie
Kapewasha était un jeune militant de la SWAPO jusqu'à son arrestation aux côtés de Jerry Ekandjo et Jacob Nghidinwa en 1973. Il a ensuite passé huit ans à Robben Island, avant d'être libéré en 1981. Il a ensuite commencé à enseigner dans une école indépendante à Gibeon, dans la région de Hardap. Après sa libération, il a rejoint le militantisme politique au sein de la SWAPO Youth League et a été élu secrétaire adjoint de l'organisation en 1989.

## Carrière politique
Kapewasha a remporté un siège aux élections du Conseil régional à Wanaheda en 1992, ce qui l'a amené à représenter la région de Khomas au Conseil national. De 1994 à 1996, il a été sous-ministre de la Jeunesse et du Sport. De 1996 à 1999, il a exercé les fonctions de ministre des Terres, de la Réinstallation et de la Réhabilitation.